# Hrabia Gowrie

## Informacje ogólne
- Dodatkowymi tytułami hrabiego Gowrie są:
  - wicehrabia Ruthven of Canberra
  - baron Ruthven of Gowrie
  - baron Gowrie of Canberra
- Najstarszy syn hrabiego Gowrie nosi tytuł wicehrabiego Ruthven of Canberra

Hrabiowie Gowrie 1. kreacji (parostwo Szkocji)
- 1581–1584: William Ruthven, 1. hrabia Gowrie
- 1586–1588: James Ruthven, 2. hrabia Gowrie
- 1588–1600: John Ruthven, 3. hrabia Gowrie

Hrabiowie Gowrie 2. kreacji (parostwo Zjednoczonego Królestwa)
- 1945–1955: Alexander Gore Arkwright Hore-Ruthven, 1. hrabia Gowrie
- 1955 -: Alexander Patrick Greysteil Ruthven, 2. hrabia Gowrie

Następca 2. hrabiego Gowrie: Patrick Leo Brer Hore-Ruthven, wicehrabia Ruthven of Canberra